# Jour après jour (film, 1989)
Pour les articles homonymes, voir Jour après jour (film, 1961) et Jour après jour (film, 2006).
Pour plus de détails, voir Fiche technique et Distribution.
Jour après jour est un film français réalisé par Alain Attal et sorti en 1989.

## Synopsis
Après la mort de leur ami Bruno avec lequel ils formaient un trio soudé, Charlie et Fred, comme pour venger sa disparition pour cause de vie quelconque, décident de jouer les opportunistes pour réussir. Ils hantent les endroits chics et, dans un casino de la côte normande, font connaissance avec Richard Lumet, homme d'affaires fortuné qui, pour tromper son ennui, décide de les aider. Charlie et Fred usent des signes ostentatoires de richesse (la Rolls de Richard, garde-robe classe) pour se faire passer pour des producteurs de musique auprès de Lola, une serveuse ambitionnant de devenir chanteuse. En échange de leur participation à une stratégie marketing permettant de renflouer la société d'une amie de Richard, ils obtiennent les moyens nécessaires pour lancer la carrière de Lola en lui faisant enregistrer son premier disque. Guidés par Richard dans la jungle des affaires, ils enchaînent avec spéculations en bourse, tractations commerciales et immobilières… Tandis que Fred marque le pas pour retrouver un train de vie serein, Charlie persiste dans ses ambitions au risque de briser leur amitié…

## Fiche technique
- Titre  original : Jour après jour
- Réalisation : Alain Attal
- Scénario : Alain Attal
- Dialogues : Alain Attal
- Conseiller technique : Gérard Blain
- Musique : Didier Lockwood
- Chanson : Jour après jour, paroles de Caroline Curtis et musique de Didier Lockwood, interprétée par Caroline Curtis
- Photographie : Georges Barsky
- Son : Rolly Belhassen
- Montage : Eva Zora
- Décors : Bob Rosenthal
- Pays de production :  France
- Langue : français
- Producteurs : Alain Attal, Louis Duchesne, Laurent Taieb
- Sociétés de production : Carlito Company, Cofimage, Les Productions Jacques Roitfeld, Slav II, Télégrip Production
- Société de distribution : Capital Films
- Format : couleur — 35 mm — monophonique
- Genre : comédie dramatique
- Durée : 95 minutes
- Date de sortie : France 15 février 1989

## Distribution
- Jacques Penot : Fred Rosen
- Pierre-Loup Rajot : Charlie Langmann
- Jeanne Moreau : Janine Weisman
- Gérard Blain : Richard Lunet
- Sandrine Caron : Lola Stévenin
- Bernard Freyd : Marcel Grano
- Féodor Atkine : Pellerin
- Tom Novembre : le barman au cocktail
- Thomas Langmann : le groom
- Dominique Besnehard : Dubrou, le directeur artistique